# NEW (AAA單曲)
《NEW》是日本音樂團體AAA的第51張單曲，於2016年6月8日由avex trax發售。

## 概要
- 《NEW》是一首充滿爽快感、夏天恰好的歌；主題為經過10週年這個大轉捩點後，希望能令人感受到"全新"的AAA。
- 《NEW》是飲品品牌雪碧「NEW すっきり爽快篇」的電視廣告歌曲。
- 此單曲有2個版本，分別有「CD+DVD」、「CD ONLY」和「FC限定」。「CD+DVD」收錄了《NEW》的PV和Making。
- 在6月20日於公信榜單曲週排行榜取得第3位。

## 收錄内容

### CD+DVD
CD
1. NEW
（作詞：溝口貴紀 / Rap詞：Mitsuhiro Hidaka / 作曲：佐藤あつし）
2. ～Interlude～
3. LEAP of FAITH
（作詞：AIJ / Rap詞：Mitsuhiro Hidaka / 作曲：Masanori Morita・Noboru Abe・Michael Yano）
4. NEW (Instrumental)
5. LEAP of FAITH (Instrumental)

DVD
1. NEW（Music Video）
2. NEW（Making）

### FC限定
1. NEW
2. ～Interlude～
3. LEAP of FAITH
4. NEW（2BEDROOM REMIX）
5. NEW (Instrumental)
6. LEAP of FAITH (Instrumental)
7. Think about AAA 11th Anniversary ～season 38～
8. Think about AAA 11th Anniversary ～season 39～